# Gontchomé Sahoulba
Gontchomé Sahoulba född 16 oktober 1916, död 3 november 1963, regeringschef i Tchad 11 februari- 12 mars 1959.